# Mahou-San Miguel
Mahou San Miguel es una compañía española con sede central en Madrid y segunda sede en Málaga. La compañía distribuye cuatro marcas principales de cerveza: Mahou, San Miguel , La Salve y Alhambra. Es el mayor productor español de cerveza, y ostenta el 70% del mercado de cerveza española exportada. Mahou - San Miguel está presente en más de 70 países y tiene más de 3.200 empleados en 2017. En 2011 diversificó su negocio con la compra de la empresa de agua mineral Solán de Cabras.

## Historia
En 1890 se funda en Madrid la empresa Hijos de Casimiro Mahou, dedicada a la fabricación de cerveza y hielo. La fábrica y la maltería estaban situadas en la calle Amaniel. En 1957 se convierte en sociedad anónima con el nombre de Mahou. En 1962 inaugura una fábrica en el Paseo Imperial de Madrid y en 1993 abre otra en el pueblo castellano-manchego de Alovera.
El mismo 1890 en que se fundó Mahou, se funda en el barrio de San Miguel de Manila, Filipinas (por aquel entonces provincia española), la fábrica de cerveza San Miguel. En 1947 se crea en España una filial llamada La Segarra S.A., que, en 1957, cambia su nombre a Fábrica de Cerveza y Malta San Miguel S.A.
En el año 2000 Mahou S.A. compró el 70% de San Miguel S.A. al Grupo Danone por 55.000 millones de pesetas (330,5 millones de euros) -siendo anteriormente propietaria del otro 30%- constituyéndose el Grupo Mahou San Miguel y creando el logotipo para representar al nuevo grupo.

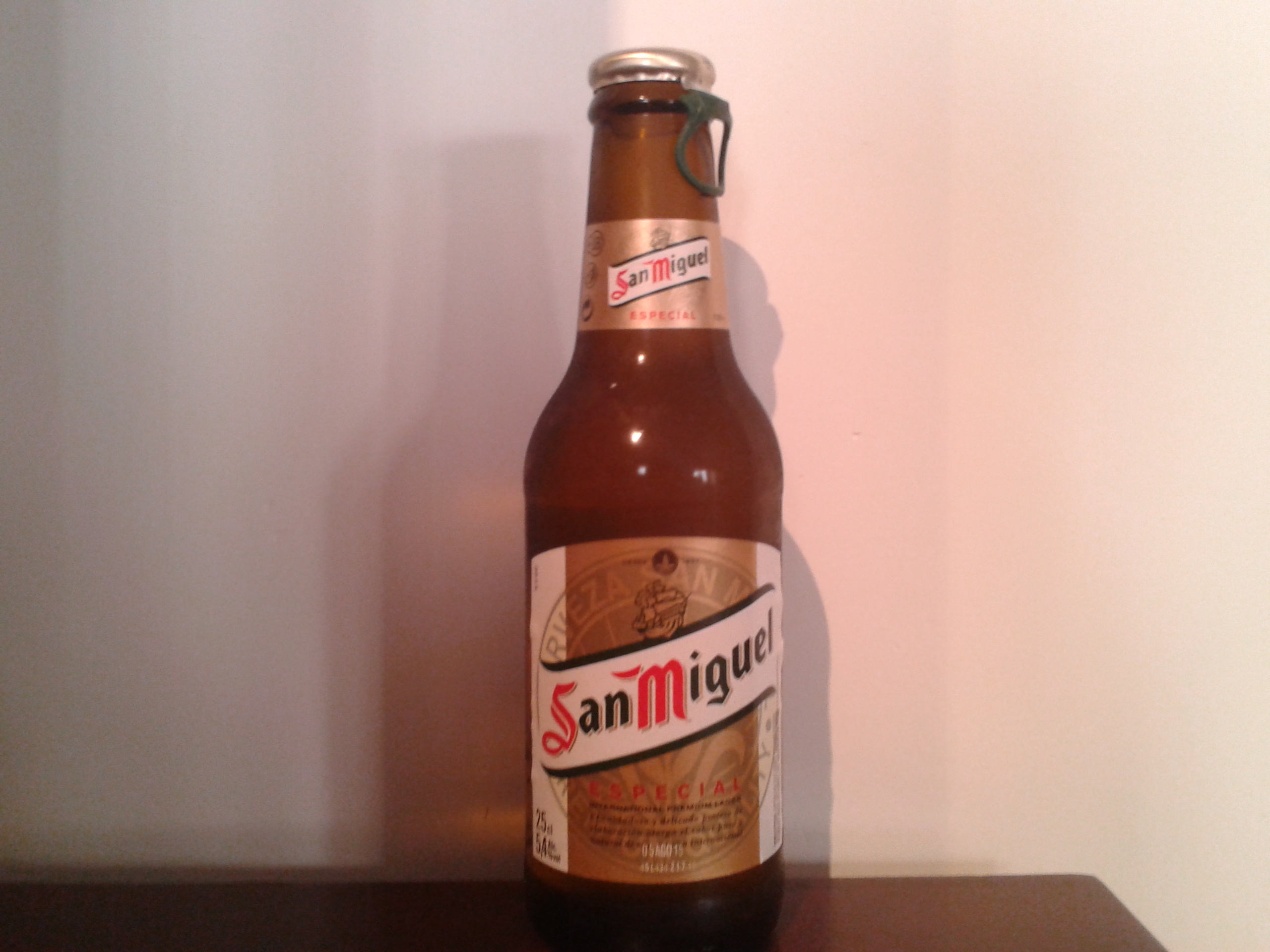
Botella de San Miguel

En 2004 Mahou San Miguel adquiere la empresa Cervezas Anaga, productora la marca Reina. Anaga contaba con una fábrica en Tenerife, que se incorporó a las plantas productivas del grupo.
En 2007 la compañía adquiere la empresa granadina Cervezas Alhambra por 200 millones de euros.
En 2010 acuerda comercializar en hostelería los cafés, infusiones y edulcorantes de Douwe Egberts Master Blenders.
En 2011 diversifica sus inversiones y adquiere la empresa de agua mineral Solán de Cabras.
En 2012, dio un paso clave en su estrategia de internacionalización adquiriendo el 50% de la compañía india Arian Breweries & Distilleries Ltd y lanzando San Miguel Fresca en Reino Unido. En 2014 compra el 50% restante de Arian Breweries & Destilleries Ltd convirtiéndose en único propietario y creándose así la primera filial fuera de España.
En diciembre de 2014 compra el 30 % de Founders Brewing Company por un precio no revelado. La compañía española ayudará a la cervecera artesana estadounidense a expandirse internacionalmente y a su vez Mahou San Miguel se adentra en el negocio de la cerveza artesana.
En España, cuenta con siete centros de elaboración de cerveza y dos manantiales, con sus plantas de envasado. En la India tiene también un centro de producción desde 2014. Posee un amplio portafolio de cervezas nacionales donde destacan, entre otras, Mahou Cinco Estrellas, San Miguel Especial, Mixta, Alhambra Reserva 1925 o productos pioneros en su categoría como San Miguel 0,0% y San Miguel Eco. También tiene una amplia gama de cervezas internacionales fruto de acuerdos con otras compañías como Warsteiner.
En la actualidad el grupo tiene centros de producción en Alovera (Guadalajara), Burgos, Candelaria (Santa Cruz de Tenerife), Córdoba, Granada, Lérida, Málaga, Beteta (Cuenca) y en Bhiwadi (India).

## Marcas del grupo

### Cervezas

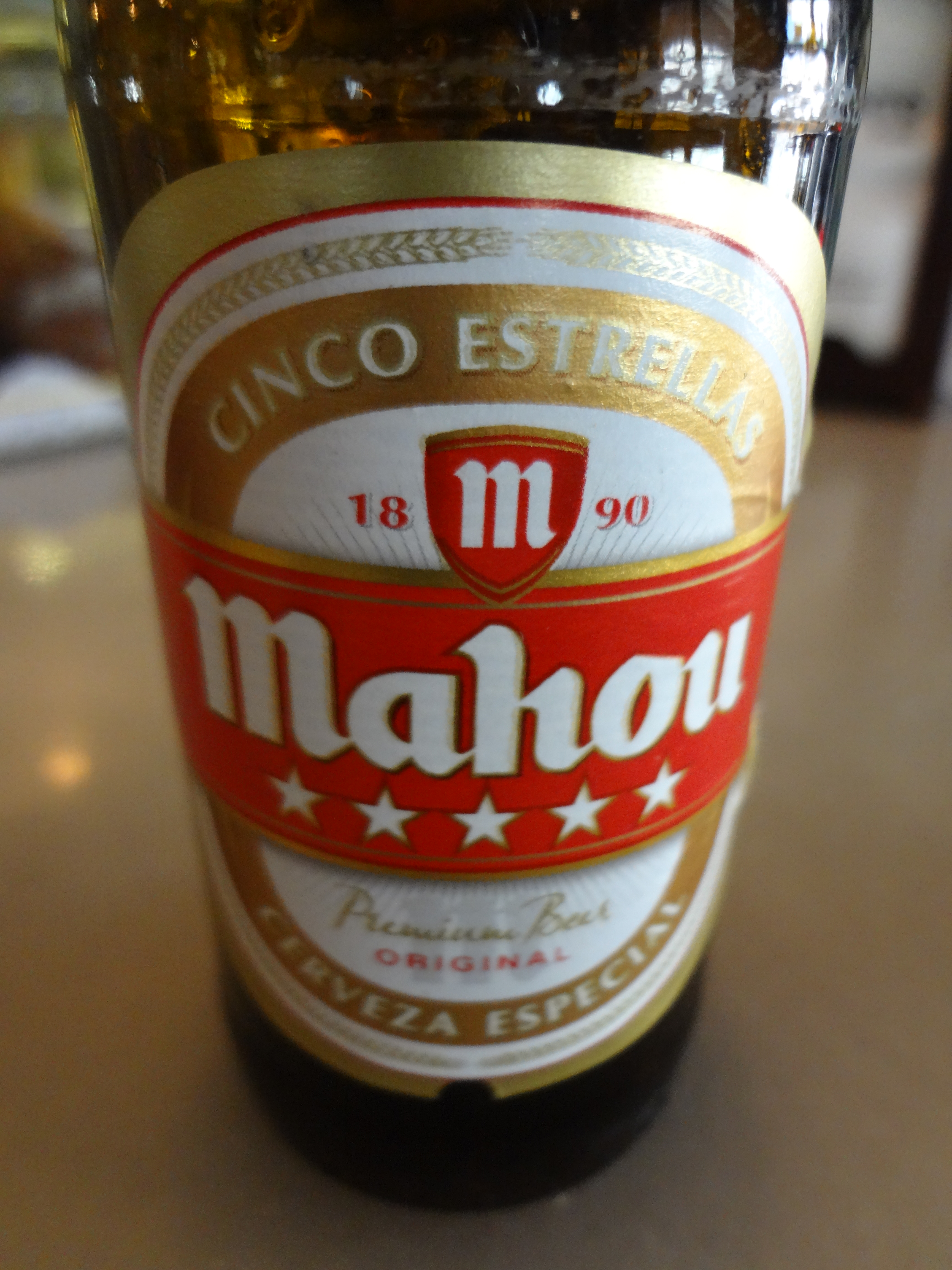
Mahou Cerveza en Aranda de Duero.

| Cerveza Mahou - Mahou Cinco Estrellas - Mahou Clásica - Mahou Cinco Estrellas Sin Gluten - Mahou Cinco Estrellas Session IPA - Mahou Cinco Estrellas Radler - Mahou 5 Stars - Mahou Sin - Mahou 0,0 Tostada - Mahou Maestra doble lúpulo - Mahou Maestra Dunkel - Mahou Barrica Original - Mahou Barrica Bourbon - Mahou Reserva - Casimiro Mahou Ale - Casimiro Mahou Lager - Casimiro Mahou Extra - Casimiro Mahou Trigo | Cerveza San Miguel - San Miguel Especial - San Miguel Magna - San Miguel Manila - San Miguel Yakima Valley - San Miguel Radler - San Miguel Magna Roja 0,0% - San Miguel 1516 - San Miguel Fresca - San Miguel Eco - San Miguel 0,0 - San Miguel 0,0 Manzana - San Miguel 0,0 Limón - San Miguel 0,0 Melocotuva - San Miguel 0,0 Naramango - San Miguel 0,0 Isotónica - San Miguel Gluten Free - San Miguel Clara - San Miguel Selecta: Galardonada con el Superior Taste Award (en español, Premio al Sabor Superior) 2011, por el International Taste & Quality Institute de Bruselas. |

| Cerveza Alhambra - Alhambra Especial - Alhambra Tradicional - Alhambra Reserva 1925 - Alhambra Reserva Roja - Alhambra Negra - Alhambra Sin - Mezquita | Otras cervezas - Reina - La Salve Bilbao - Sureña - Dare Devil (India) - Mahou 5 Stars (India) |

### Aguas
- Solán de Cabras
- Sierra Natura
- Sierras de Jaén

### Refrescos
- Solán Refrescos: Anteriormente se denominaba Bisolán

### Marcas comercializadas
- Grimbergen
- Warsteiner
- Konig Ludwig
- Corona
- Stella Artois
- Budweiser
- Tetley's
- Founders
- Franziskaner

### Otros productos
- Gaymers
- Blackthorn

### Volumen de ventas
| Principales cifras económicas            | 2021    | 2020    | 2021 vs 2020 |
| Volumen de ventas (millones hectolitros) | 18,7    | 17,7    | 5,6%         |
| Cifra de negocio (millones de euros)     | 1.472,2 | 1.252,8 | 17,5%        |
| EBITDA (millones euros)                  | 281     | 166,3   | 69%          |
| Resultado neto (millones de euros)       | 102,9   | 2,3     | 4.288,2%     |